# Prophet-Georg-Moschee

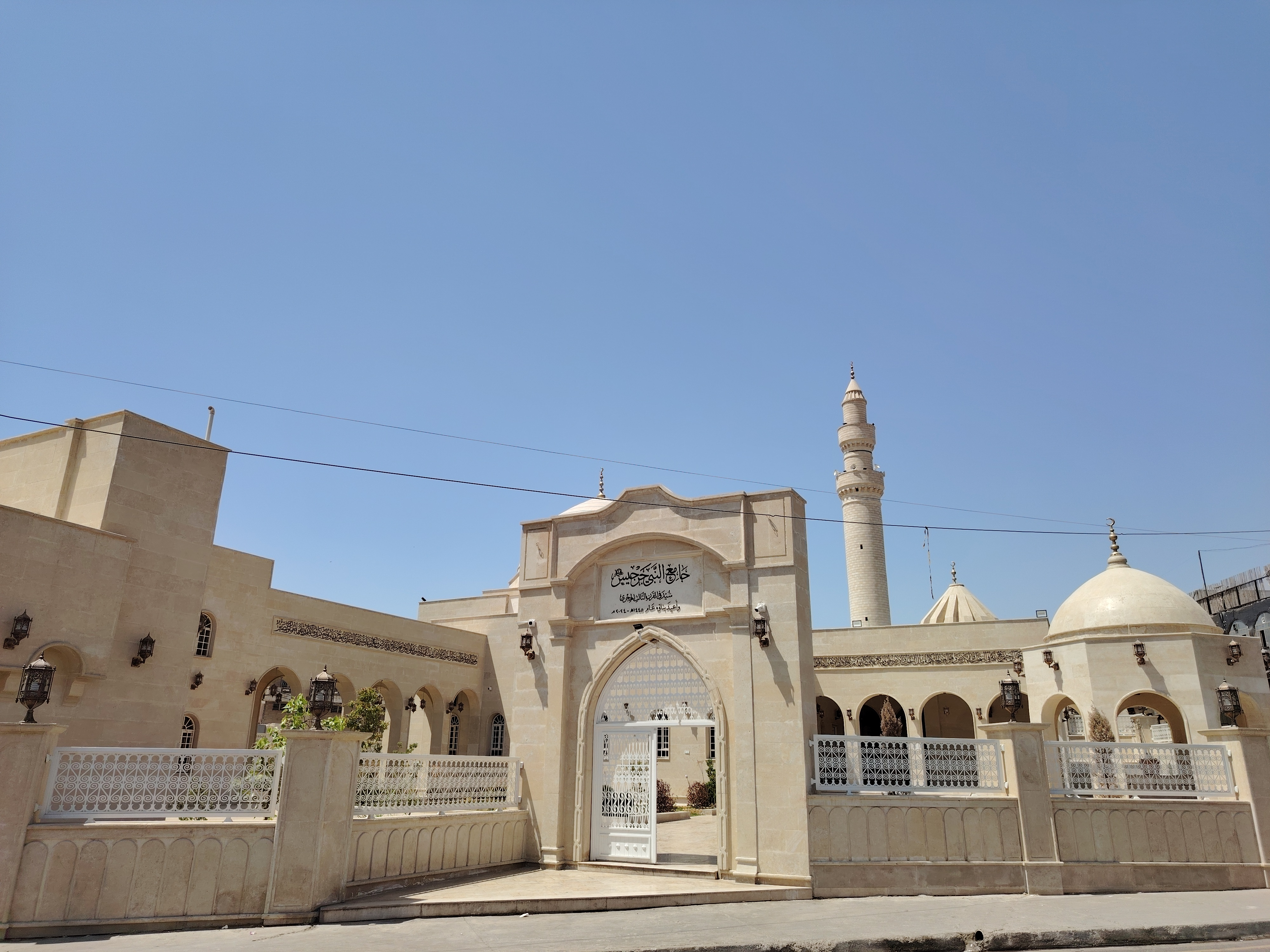
Prophet-Georg-Moschee vor ihrer Zerstörung durch den IS im Jahr 2014.

Die Moschee des Propheten Dschirdis, kurz Georgsmoschee (arabisch جامع النبي جرجيس), war ein kleiner Schrein und Teil eines historischen Gebäudekomplexes aus dem 14. Jahrhundert in der nordirakischen Stadt Mossul. Laut muslimischer Überlieferung enthielt die Moschee des Propheten Dschirdis die Grabstätte des Heiligen Georg. Im Jahr 2014 wurde der Schrein bei Anschlägen zerstört.

## Geschichte
Die Georgsmoschee wurde auf dem örtlichen Koreischiten-Friedhof errichtet. Das bis 2014 stehende Bauwerk wurde im Jahre 1393 renoviert und stammt aus der Zeit der Timuriden. Es enthielt einen kleinen Schrein mit einer Kuppel, der dem Propheten Dscherdschis gewidmet war; Dscherdschis entspricht dem christlichen St. Georgios im Christentum im Irak. Auch das Grab des Gouverneurs von Mosul al-Hur ibn Yusif wird hier vermutet. Das Gebäude war aus Marmor errichtet worden und für seine Reliefs bekannt.
Zusätzlich zum Schrein existierte eine Gebetshalle für den hanefitischen Ritus mit vier dekorierten Marmorsäulen in der Mitte. 1735 wurde eine Gebetshalle für den schafiitischen Ritus hinzugebaut. Im Jahre 1853 wurde ein neues Minarett mit einer muqarnas-verzierten Scheref (Balkon) im türkischen Stil angebaut. Nach einem Erdbeben im Jahre 1910 stürzte die Kuppel aus der Timuridenzeit ein und wurde wiedererrichtet.
Am 27. Juli 2014 wurde die Georgsmoschee vom sogenannten Islamischen Staat gesprengt.